# Liste des prisons de Nantes sous la Révolution

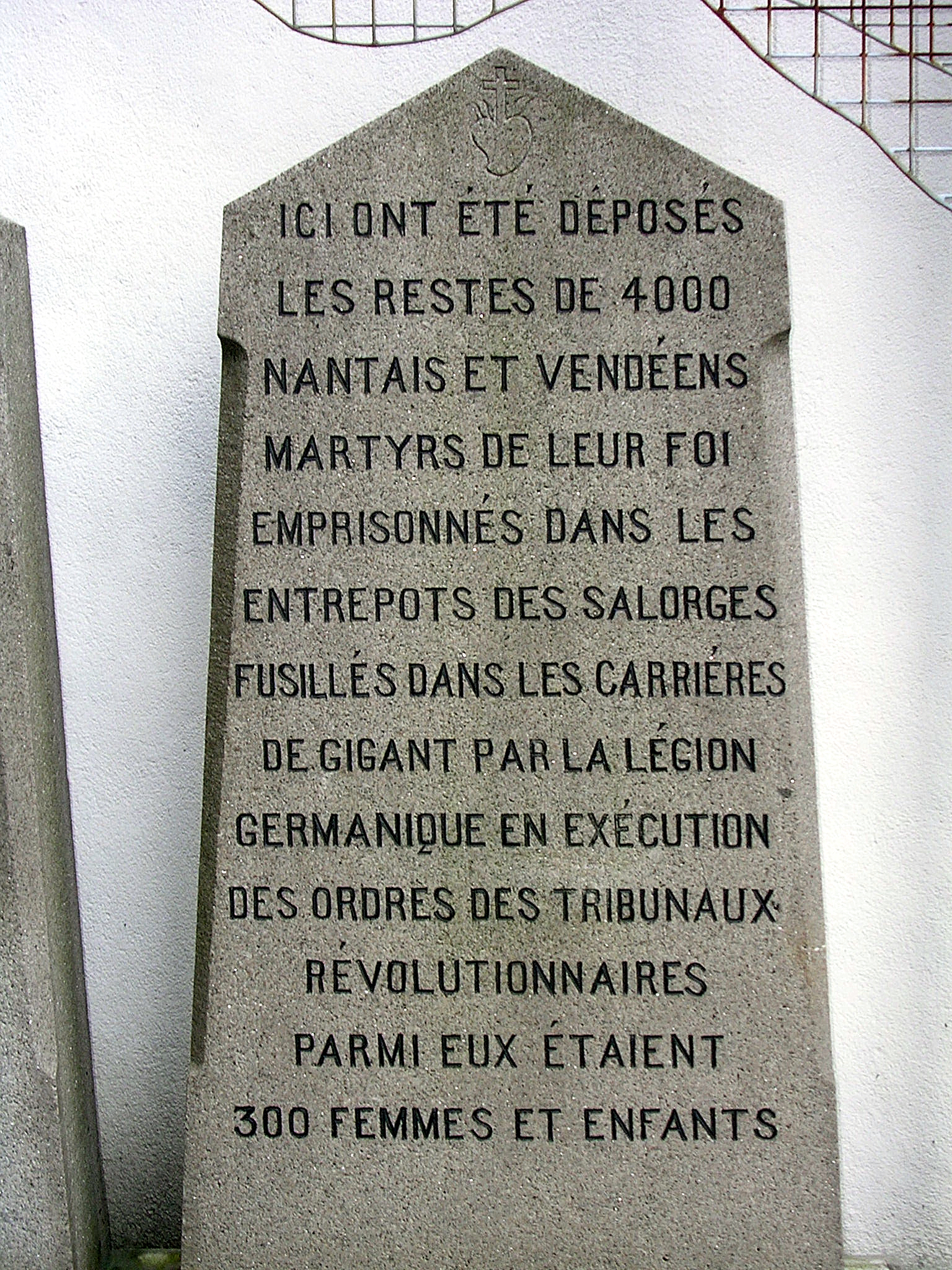
Mémorial situé au 7 rue des Martyrs, à Nantes.

Les prisons de Nantes mises en place pendant la Révolution française sont employées principalement pendant la Terreur.

## Liste des prisons
Pendant la Révolution, certains lieux de détention de Nantes ne fonctionnèrent que quelques semaines ou quelques mois, d'autres n'abritèrent que peu de monde :
- prison de l'Entrepôt des cafés, surnommée « l'antichambre de la mort », prison pour les Vendéens, 8 000 à 9 000 hommes, femmes et enfants y sont enfermés, on n'y compte qu'un petit nombre de survivants[1] ;
- prison du Bouffay, seule maison de détention employée avant la Révolution, prison pour les suspects et les détenus de droits communs[2] ;
- prison des Saintes-Claires, prison pour hommes, plusieurs centaines de détenus[3] ;
- prison du Bon Pasteur, prison pour femmes, plusieurs centaines de détenues[4] ;
- prisons flottantes (le Thérèse, la Gloire, la Louise)[5] ;
- prison de l’Eperonnière, la Marière et du Plessis-Tison, prison pour femmes et enfants[6] ;
- château des ducs de Bretagne, une tour est aménagée en prison, utilisée en mars et avril 1793 pour enfermer les paysans insurgés contre la levée en masse[7] ;
- le Sanitat, hôpital employé en partie pour les détenus[8] ;
- la maison des frères, dite l’hospice révolutionnaire, hôpital pour détenus[9] ;
- l’Hôtel-Dieu, dit le Temple de l’Humanité, sert de prison pour les détenus malades, l’état officiel indique que 348 hommes y sont enfermés le 5 août 1794[10] ;
- la prison de Saint-Jacques dans l’ancien couvent des bénédictins de Pirmil mais très peu d’éléments sont connus à son sujet[11] ;
- la prison des Sans-Culottes, prison militaire[12] ;
- les Petits-Capucins, prison pour les prêtres[13] ;
- la prison de Lusançay, dans le manoir de la Hautière (coteau de Chantenay), prison pour les prisonniers étrangers, principalement anglais et hollandais, ceux-ci disparaissent en décembre 1793 sans laisser de traces[13] ; c'est dans cette prison que meurt Louis Charles du Chaffault de Besné, en 1794 ;
- la prison de Saint-Charles (faubourg Saint-Donatien) pour les prisonniers originaire de Saint-Domingue, le 18 fructidor an II[13] ;
- la prison Mirabeau, place Delorme, 83 prostituées y sont emprisonnées avant d’être noyées[13] ;
- église Sainte-Croix de Nantes[14] ;
- le couvent Sainte-Élisabeth ou la Cordialité, place Sainte-Élisabeth[13] ;
- le couvent des Carmélites, rue des Carmélites, prison pour prêtres entre 1792 et juillet 1793[15].